# Suisse aux Jeux olympiques d'hiver de 1964
La Suisse participe aux Jeux olympiques d'hiver de 1964 à Innsbruck, en Autriche. La délégation suisse compte 72 sportifs. Pour la première et la seule fois de l'histoire aux Jeux d'hiver, elle ne remporte pas de médaille.